# 33-as főút
33-as főút (ungarisch für ‚Hauptstraße 33‘) ist eine ungarische Hauptstraße. Sie zweigt in Füzesabony in südöstlicher Richtung von der 3-as főút ab, quert die Autobahn Autópálya M3 (Europastraße 71) bei deren Anschluss 113, nimmt in Dormánd den 31-es főút auf und knickt in Besenyötelek nach Ostsüdosten ab. Vor Tiszafüred quert sie den Hortobágyi-Nationalpark und überschreitet die Theiß (Tisza). Dabei erreicht sie das Komitat Jász-Nagykun-Szolnok. In Tiszafüred zweigt die 34-es főút nach Süden ab. Die Straße führt weiter nach Osten durch Hortobágy, nördlich an Nagyhegyes vorbei und kreuzt kurz vor Debrecen die Autobahn Autópálya M35 sowie im Westteil dieser Stadt die 35-ös főút. Zwei Kilometer weiter östlich endet sie an der 4-es főút (Europastraße 573).
Die Gesamtlänge der Straße beträgt 111 Kilometer.

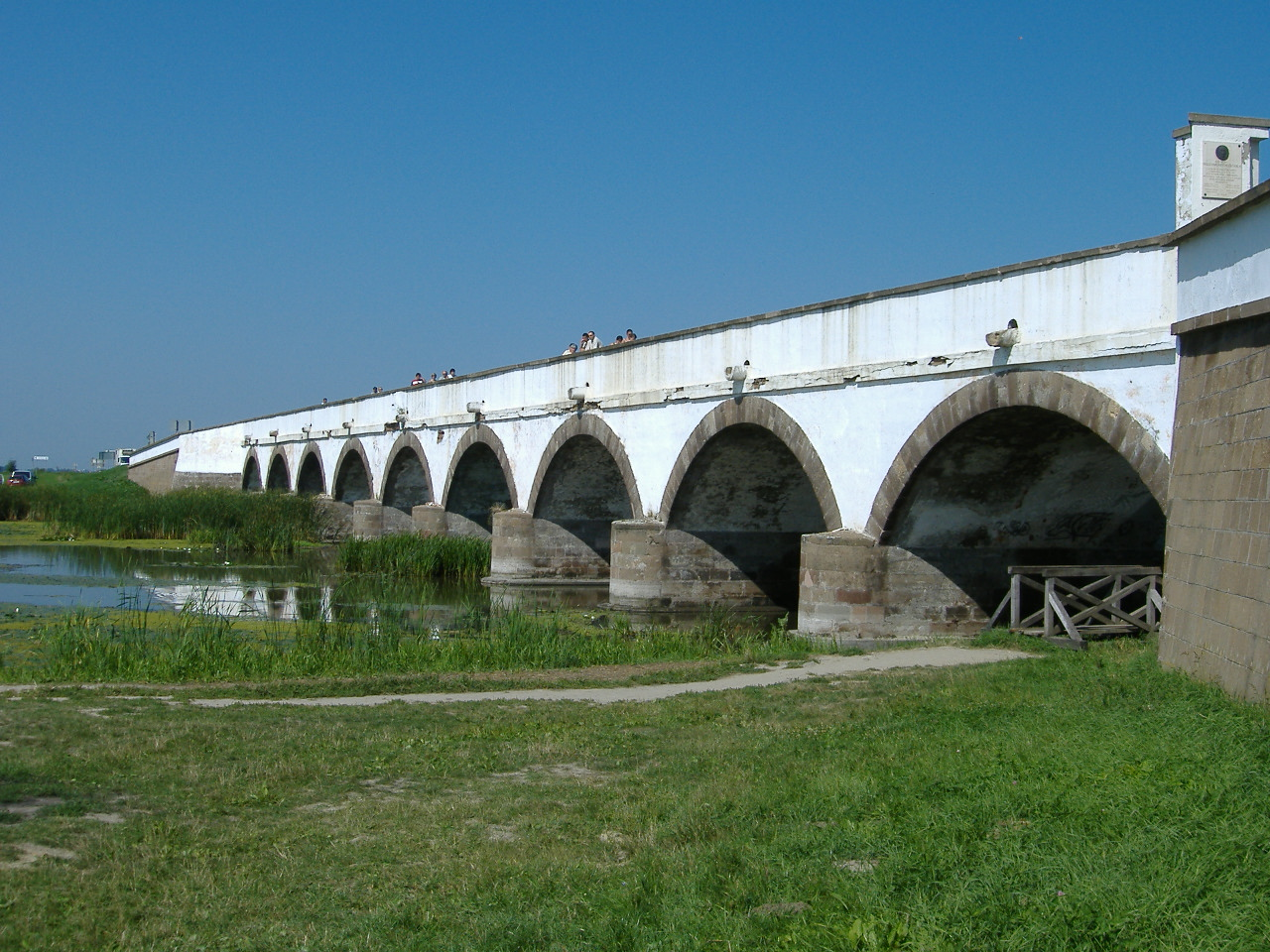
Die Neunbögige Brücke (Kilenclyukú híd) bei Hortobágy